# Hækfuksia
Hækfuksia (Fuchsia magellanica), også skrevet Hæk-Fuksia, er en lille, løvfældende busk med opret, tæt vækstform. grenene er først stift oprette, men senere bliver de let overhængende. Arten bestøves i hjemlandet af kolibrier. Her i landet klarer eneboer-bier det samme. Frugterne er spiselige og forhandles i Chile under navnet "chanchitos".

## Beskrivelse
Barken er først vinrød og glat, men senere bliver den brun og opsprækkende. Knopperne er kransstillede eller – sjældnere – modsatte. Bladene er ægformede med tandet rand. Oversiden er blank og mørkegrøn, mens undersiden er lysegrøn. Blomstringen sker over en lang periode fra slutningen af juli til midt i oktober. Blomsterne hænger enkeltvis ned fra bladhjørnerne på tynde, røde stilke. Blomsten har fire udstående, røde bægerblade og fire små, violette kronblade. Støvdragere og støvfang rager langt neden for blomsten. Frugterne er saftige bær, som modner her i landet efter et varmt efterår. I så fald spirer frøene villigt, men med planter af meget blandet kvalitet.
Rodnettet består af nogle få, højtliggende hovedrødder med mange, fint forgrenede siderødder.
Højde x bredde og årlig tilvækst: 5 × 5 m (50 × 50 cm/år). Dette gælder i hjemlandet. Her bliver den 1,5 × 1,5 (25 × 25 cm/år), og den fryser de fleste år helt ned.

## Hjemsted
Denne art vokser på meget fugtige steder i Chile og Argentina: langs vandløb, ved vandfald og i fugtige skove helt ned til Ildlandet.
Øen La Isla de los Estados, som ligger øst for Ildlandets hovedø (Isla Grande), har et forrevet, bjergrigt terræn. Klimaet er havpræget og køligt på alle årstider. Der er kraftig nedbør (over 2000 mm/år) og voldsomme storme fra østlige retninger. Her findes en oprindelig vegetation med stedsegrønne træarter som de dominerende. Underskoven og kysterne består af buske og urteagtige planter. Her vokser arten sammen med bl.a.: Alopecurus magellanicus (en art af rævehale), Apium australe (en art af selleri), Caltha appendiculata (en art af kabbeleje), Galium antarticum og Galium fuegianum (arter af snerre), Luzula alopecurus og Luzula antarctica (arter af frytle), Ribes magellanicum (en art af ribs), antarktisk sydbøg (også kaldet: ñire), Berberis empetrifolia, buksbomberberis, bølget bunke, Chiliotrichum diffusum, Drimys winteri, engelskgræs, Escallonia serrata, fjeldguldhavre, ildlandgunnera, ildlandtornnød, magellannellikerod, lenga, mangefliget anemone, myrtekrukke, rødfrugtet revling, stedsegrøn sydbøg og trefliget gummipude